# Jean-Louis Touraine
Pour l’article ayant un titre homophone, voir Jean-Louis Tourenne.
Pour les articles homonymes, voir Touraine (homonymie).
Jean-Louis Touraine, né le 8 octobre 1945 dans le 3e arrondissement de Lyon (France), est un professeur de médecine et homme politique français.

## Biographie

### Carrière professionnelle
Jean-Louis Touraine est professeur de médecine au département de transplantation et d'immunologie de l'université Claude-Bernard-Lyon-I et praticien hospitalier à temps partiel à l’hôpital Édouard-Herriot de Lyon. Il est également président de l'association France Transplant depuis 1995 et du Centre d'Étude des Déficits Immunitaires et leurs relations avec le Cancer (CEDIC).
Il est président du Conseil scientifique consultatif Rhône-Alpes de l’INSERM de 1986 à 1990 et président du Haut comité médical de la Sécurité sociale (ministère des Affaires sociales) de 1992 à 1996.
Il a écrit Hors de la bulle, un ouvrage sur le traitement des enfants nés avec une forte déficience immunitaire.
Franc-maçon, il est membre du Grand Orient de France.

#### Déficits immunitaires
Jean-Louis Touraine travaille majoritairement dans les années 1970, sur les déficits immunitaires. Durant cette période, il participe aux premières greffes de moelle osseuse et de thymus fœtal. Ses travaux s'intéressent notamment aux déficits immunitaires des nouveau-nés.

#### Recherches liées au sida
Après avoir créé une souris avec un système immunitaire humain, le professeur Touraine a participé à développer sur ce cobaye une thérapie génique du sida. Le directeur de recherche de l'hôpital Edouard-Herriot a tenté, sur suggestion de l'entreprise Mydetics, de déposer début 2003, aux États-Unis, un brevet pour un traitement associant une combinaison de deux gènes et un « vecteur » (des gènes dans les cellules). Cette démarche a été réalisée via une société immatriculée dans un paradis fiscal (Bermudes). En raison de mauvais résultats scientifiques et de l'absence de réponse aux questions posées par l'Office américain des brevets, le brevet n'a jamais été déposé.

#### Travaux sur le cancer
À partir des années 2000 et notamment de la création de son association CEDIC, le professeur Touraine travaille sur les thématiques du cancer en plus de mener de front une carrière politique. En 2004, cette association reçoit 120 000 actions de l'entreprise Mydetics.

### Parcours politique
Jean-Louis Touraine a été membre du Parti socialiste.
Élu au conseil municipal de Lyon en 1989, il est membre du conseil de la communauté urbaine de Lyon de 1989 à 2014, et maire du 8e arrondissement de Lyon de 1995 à 2001. Vice-président de la communauté urbaine de Lyon à partir de 1995. Il est, de 2001 à 2014, 1er adjoint au maire de Lyon, Gérard Collomb, chargé des déplacements, de la tranquillité publique et de la décentralisation, et vice-président du Grand Lyon, chargé des déplacements urbains et des grandes infrastructures routières (groupe socialiste) jusqu'en 2008. Il fut, en outre, élu au conseil général du Rhône de 2004 à 2007.
Jean-Louis Touraine est président du Cercle Condorcet de Lyon depuis 2006, succédant à Franck Sérusclat. Il est élu député lors des élections législatives de 2007 dans la 3e circonscription du Rhône avec pour suppléante Sarah Peillon, contre le candidat sortant Jean-Michel Dubernard (UMP), député depuis 21 ans. Il est réélu en juin 2012 avec 59 % des suffrages.
Jean-Louis Touraine apporte son soutien à Emmanuel Macron en septembre 2016, et devient par la suite membre de La République en marche. 
Lors des élections législatives, il est réélu député au second tour avec 59,85 % des voix face à Pascal Le Brun (FI) qui obtient 40,15 % des voix.
En septembre 2017, il dépose une proposition de loi portant sur la fin de vie dans la dignité. Il défend la possibilité pour les personnes en impasse thérapeutique de bénéficier si elles le souhaitent d'une « assistance médicalisée active à mourir ». Le 28 février 2018, à son initiative, 156 députés appellent dans Le Monde à légiférer en ce sens pour « donner aux malades en fin de vie la libre disposition de leur corps ».
À l'été 2018, il est désigné rapporteur de la mission d'information sur la révision de la loi relative à la bioéthique, présidée par le député LR Xavier Breton. Jean-Louis Touraine remet son rapport en janvier 2019 : il y préconise notamment l'ouverture de la PMA aux couples de femmes et aux femmes célibataires, et considère qu'« il n'y a pas de droit de l'enfant à avoir un père, à quelque moment que ce soit ». Nommé rapporteur sur les articles 1 et 2 du projet de loi relatif à la bioéthique, il défend plusieurs amendements contre l'avis du gouvernement, en particulier sur la PMA post mortem et l'accès des personnes transgenres à la PMA.
En 2021, il a également été co-rapporteur d'une mission d'information sur le médicament avec la députée de Loire-Atlantique Audrey Dufeu. Présenté en juin devant la commission des affaires sociales de l'Assemblée nationale, le rapport fait une série de propositions sur les sujets de la gouvernance du secteur, de la recherche et de son financement, de la politique industrielle, ou encore des procédures de fixation des prix.

## Mandats

### Mandats parlementaires
- 17 juin 2007 - 16 juin 2012 : Député de la 3e circonscription du Rhône.
- 20 juin 2012 - 20 juin 2017 : Député de la 3e circonscription du Rhône (réélu).
- 21 juin 2017 - 21 juin 2022 : Député de la 3e circonscription du Rhône (réélu).

### Mandats locaux
- 1989 - 2020 : Conseiller municipal de Lyon.
- 1989 - 2014 : Membre du conseil de la Communauté urbaine de Lyon.
- 1995 - 2001 : Vice-président de la Communauté urbaine de Lyon.
- 25 juin 1995 - 18 mars 2001 : Maire du 8e arrondissement de Lyon.
- 2001 - 2008 : Vice-président de la Communauté urbaine de Lyon.
- 23 mars 2001 - 4 avril 2014 : Premier adjoint au maire de Lyon.
- 29 mars 2004 - 15 juillet 2007 : Conseiller général du canton de Lyon-XII (démissionnaire pour cause de cumul de mandats).

## Distinctions

### Décorations
- Chevalier de la Légion d'honneur (2024)[24]
- Officier de l'ordre national du Mérite

## Engagement
Jean-Louis Touraine est membre du comité d'honneur de l'Association pour le droit de mourir dans la dignité (ADMD).

## Publications
- Hors de la bulle, Paris, Flammarion, 1985.
- Donner la vie, choisir sa mort, Toulouse, Érès, 2019.